# Новая Иванцовка
Новая Иванцовка (нем. Neu-Weimar) — село в Палласовском районе Волгоградской области, в составе Заволжского сельского поселения.
Основан в 1861 году как немецкая колония Ней-Веймар.
Население - 476 (2010)

## История
Основан в 1861 году выходцами из Усть-Кулалинки (Галка), Водяного Буерака (Штефан), Буйдакова Буерака (Шваб) и Нижней Добринки. До октября 1918 года немецкая колония Ней-Галкинской, а с 1914 года - Торгунской волости Новоузенского уезда Самарской губернии. Лютеранские приходы Торгун/Моргентау, Веймар (с 1876)
По сведениям Самарского губернского статистического комитета  за 1910 год в селе Ней-Веймар считалось 257 дворов с числом жителей 1191 мужского пола и 1175 - женского, всего - 2366 душ обоего пола поселян-собственников, немцев, лютеран. Количество надельной земли удобной показано 9095 десятин, неудобной - 4563 десятины. Село имело молитвенный дом, 1 мельницу с нефтяным двигателем и 5 ветряных мельниц.
После образования в 1918 году трудовой коммуны (автономной области) немцев Поволжья село Альт-Веймар входило сначала в Торгунский район Ровенского уезда (до ликвидации уездов в 1921 г.); 15 мая 1921 года декретом ВЦИК РСФСР Торгунский район был переименован в Палласовский район, а в 1922 года преобразован в Палласовский кантон, к которому село относилось вплоть до ликвидации АССР немцев Поволжья в 1941 году. В советский период село Ней-Веймар являлось административным центром Ней-Веймарского сельского совета. В 1926 году в Ней-Веймарский сельсовет входило одно село Ней-Веймар
Село пережило голод 1921-22 годов: в 1921 году родились 103 человек, умерли – 155. В 1926 году имелись сельсовет, кооперативная лавка, сельскохозяйственное кредитное товарищество, начальная школа, детдом, пункт ликбеза, изба-читальня.
До 1927 года село имело два названия: неофициальное немецкое Ней-Веймар и официальное русское - Иванцовка. В 1927 году постановлением ВЦИК "Об изменениях в административном делении Автономной С.С.Р. Немцев Поволжья и о присвоении немецким селениям прежних наименований, существовавших до 1914 года" селу Воронцовка Палласовского кантона присвоено название Ней-Веймар.
28 августа 1941 года был издан Указ Президиума ВС СССР о переселении немцев, проживающих в районах Поволжья, немецкое население депортировано. 7 сентября 1941 года село Ней-Веймар, как и другие населённые пункты Палласовского кантона, вошло в состав Сталинградской области. Указом Президиума Верховного Совета РСФСР от 04 апреля 1942 года № 620/34 село Ней-Веймар было переименовано в село Новая Иванцовка

## Физико-географическая характеристика
Село расположено на севере Палласовского района, на северной периферии Прикаспийской низменности, на правом берегу реки Торгун на высоте 24 метра над уровнем моря. В окрестностях села распространены почвы светло-каштановые солонцеватые и солончаковые
По автомобильным дорогам расстояние до административного центра сельского поселения посёлка Заволжский составляет 9,6 км, до районного центра города Палласовка - 11 км (до центра города), до областного центра города Волгоград - 290 км.
Климат
Климат континентальный (согласно классификации климатов Кёппена - Dfa)
Среднегодовая температура положительная и составляет + 7.2 °C, средняя температура самого холодного месяца января - 9.6 °C, самого жаркого месяца июля + 23.7 °C. Многолетняя норма осадков - 335 мм. В течение года осадки распределены примерно равномерно: наименьшее количество выпадает в марте 18 мм, наибольшее в июне 38 мм.
Часовой пояс
Новая Иванцовка, как и вся Волгоградская область, находится в часовой зоне МСК (московское время). Смещение применяемого времени относительно UTC составляет +3:00.

## Население
Динамика численности населения по годам:
| 1861 | 1883 | 1889 | 1897 | 1904 | 1910 | 1920 | 1922 | 1923 | 1926 | 1931 | 1987 | 2002 |
| ---- | ---- | ---- | ---- | ---- | ---- | ---- | ---- | ---- | ---- | ---- | ---- | ---- |
| 211  | 1027 | 1094 | 1332 | 1860 | 2366 | 2281 | 1893 | 2018 | 2198 | 2300 | ≈450 | 608  |

| 2010 |
| ---- |
| 476  |